# Robert Weir (athlétisme)
Pour les articles homonymes, voir Robert Weir.
Robert Weir (né le 4 février 1961 à Birmingham) est un athlète britannique, spécialiste du lancer du disque et du lancer du marteau. 

## Biographie
Il s'illustre lors des Jeux du Commonwealth en remportant la médaille d'or du lancer du marteau en 1982, la médaille d'or du lancer du disque en 1998, et la médaille de bronze au disque en 1994 et 2002.
Son record personnel, établi le 19 août 2000 à Bedford, est de 65,08 m.